# Severn

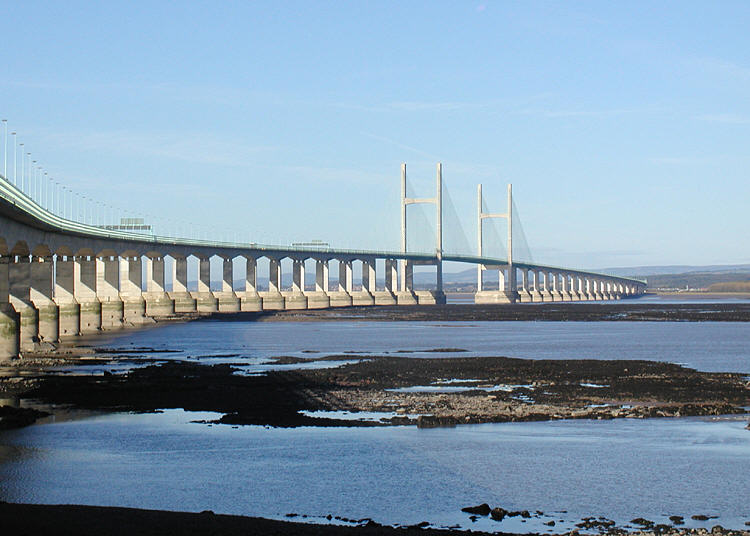
Second Severn Crossing, bron över Severn för motorvägen mellan England och Wales.

Severn (kymriska: Afon Hafren, latin: Sabrina) är med sina 354 kilometer Storbritanniens längsta och brittiska öarnas näst längsta flod (den irländska floden Shannon är längre). Severns källa är belägen 610 meter över havet på berget Plynlimon, Kambriska bergen, Wales. Floden strömmar först österut och sedan alltmer åt söder och sydväst. På sin väg mot Bristolkanalen flyter Severn genom grevskapen Shropshire, Worcestershire och Gloucestershire och passerar på vägen städerna Shrewsbury, Worcester, Gloucester och Bristol. 
Severn är med sin medelvattenföring på 107 kubikmeter per sekund vid byn Apperley, Gloucestershire, den mest vattenrika floden i England och Wales. Flodens avrinningsområde är totalt 11 420 kvadratkilometer stort (då är inte floderna Wye och Bristol Avon inräknade då dessa mynnar ut i Severns estuarium). Största bifloder är Vyrnwy, Teme, Warwickshire Avon och Stour. Genom kanaler är Severn förbunden med Themsen, Trent och Humber.